# Packard Standard Eight
Der Packard Standard Eight bezeichnet eine Serie von Achtzylinder-Automobilen, die die Packard Motor Car Company in Detroit 1928 bis 1932 fertigte. Im Jahre 1948 lebte das Modell als Weiterentwicklung des Clipper Standard Eight wieder auf wurde bis 1950 weitergebaut. 1951 folgte die Ablösung durch den Packard 200.

## 1928–1932
Das bis 1927 gebaute Modell Eight wurde 1928 in die Modellreihen Custom Eight und Standard Eight aufgespalten.
Der Standard Eight  hatte weiterhin einen Reihenachtzylindermotor mit seitlich stehenden Ventilen, 6306 cm³ Hubraum (Bohrung × Hub = 88,9 mm × 127 mm) und einer Leistung von 109 SAE-HP (80 kW) bei 3200/min. Über eine Zweischeibenkupplung wurde die Motorkraft an ein teilsynchronisiertes, manuelles Dreiganggetriebe und dann an die Hinterräder weitergeleitet. Die mechanischen Bremsen wirkten auf alle vier Räder.

Es gab nur ein einziges Fahrgestell mit 3632 mm Radstand, das mit unterschiedlichsten geschlossenen und offenen Aufbauten für zwei bis sieben Passagiere versehen werden konnte. Die Standard-Eight-Modelle waren dabei etwas weniger luxuriös ausgestattet als ihre Schwestermodelle mit der Bezeichnung Custom.

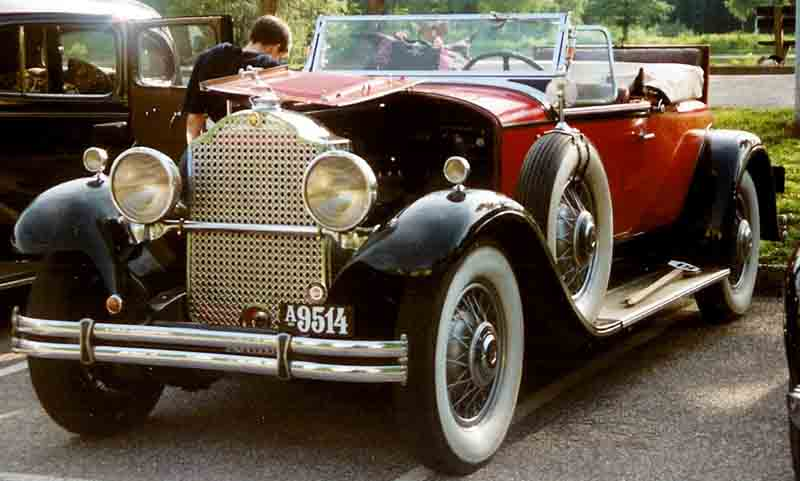
Packard Standard Eight Roadster (1930)

1929 erhielt der Wagen, der nun als Basismodell auch die weggefallenen Sechszylinder ersetzen sollte, einen kleineren Motor mit 5231 cm³ Hubraum (Bohrung × Hub = 81 mm × 127 mm), der nur 90 SAE-HP (66 kW) leistete. Die Zweischeibenkupplung wich einer Einscheibentrockenkupplung. Es gab Chassis mit zwei Radständen: 3213 mm und 3391 mm.
Im Folgejahr wurden beide Chassis um  25,4 mm (1″) auf 3239 mm / 3416 mm verlängert, um Platz für die neue Wasserpumpe zu schaffen.
1931 erhielt der Motor eine Leistungsspritze durch geänderte Ventile und Ansaugrohre. Er leistete nun 100 SAE-HP (74 kW). Das Dreiganggetriebe wurde durch ein Vierganggetriebe ersetzt. Es gab nun 20 verschiedene Aufbauten, um wirklich jeder Kundenanforderung zu entsprechen.
Im Modelljahr 1932 verlängerte man die Radstände erneut, diesmal um rund 50 mm (2″) auf 3289 mm und 3467 mm. Durch Anhebung der Verdichtung erreichte der Motor bei unverändertem Hubraum 110 SAE-HP (81 kW).
1933 wurde aus dem Standard Eight wieder der Packard Eight. In fünf Jahren waren 98.956 Standard Eight entstanden (Die Zahlen für 1928 – 7800 Stück – enthalten dabei auch das Modell Custom Eight).

## 1948–1950
1948 wurde der Packard Clipper Standard Eight überarbeitet und wieder in Packard Standard Eight umbenannt.
Der Wagen hatte immer noch einen Reihenachtzylindermotor mit seitlich stehenden Ventilen, nun aber mit 4719 cm³ Hubraum (Bohrung × Hub = 88,9 mm × 95,25 mm) und einer Leistung von 130 bhp (95,6 kW) bei 3600 min−1.
Das einzig verfügbare Fahrgestell hatte einen Radstand von 3048 mm. Es gab 2-türige (Club Sedan) und 4-türige Limousinen (Sedan) sowie einen 5-türigen Kombi (Station Sedan) jeweils mit sechs Sitzplätzen, alle in Stromlinienform im Stil einer umgekehrten Badewanne (man nannte den Wagen auch abwertend „Schwangerer Elefant“...).
1949 wurden die Fahrzeuge stilistisch etwas überarbeitet und bekamen verchromte Stoßfänger und größere Rückfenster. Ab November 1949 gab es ein 3-stufiges Automatikgetriebe („Ultramatic“). Mit wenigen Änderungen wurden diese Modelle auch 1950 angeboten.
1951 ersetzte der neue Packard 200 dieses Modell. 1948 entstanden  25.335 Standard Eight, 1949 / 1950 waren es zusammen mit dem Schwestermodell Custom Eight 89.639 Stück.